# 兵庫県道347号和布西脇線
兵庫県道347号和布西脇線（ひょうごけんどう347ごう わぶにしわきせん）は、兵庫県西脇市を通る一般県道である。

## 概要
西脇市和布町から西脇市西脇に至る。

### 路線データ
- 起点：西脇市和布町（国道175号交点）
- 終点：西脇市西脇（豊川町交差点、兵庫県道54号西脇停車場線交点）
- 総延長：1.291 km

## 路線状況

### 道路施設

#### 橋梁
- 重春橋（加古川、西脇市）

## 地理

### 通過する自治体
- 西脇市

### 交差する道路
| 交差する道路                                                | 交差する場所 | 交差する場所        |
| ----------------------------------------------------------- | ------------ | ------------------- |
| 国道175号 国道427号 重複 兵庫県道144号西脇口吉川神戸線 重複 | 和布町       | 起点                |
| 兵庫県道294号黒田庄多井田線                                 | 和布町       | 和布南交差点        |
| 兵庫県道17号西脇三田線                                      | 和布町       | 和布町交差点        |
| 兵庫県道54号西脇停車場線                                    | 西脇         | 豊川町交差点 / 終点 |

### 交差する鉄道
- 加古川線

### 沿線
- 加古川